# Dragón japonés

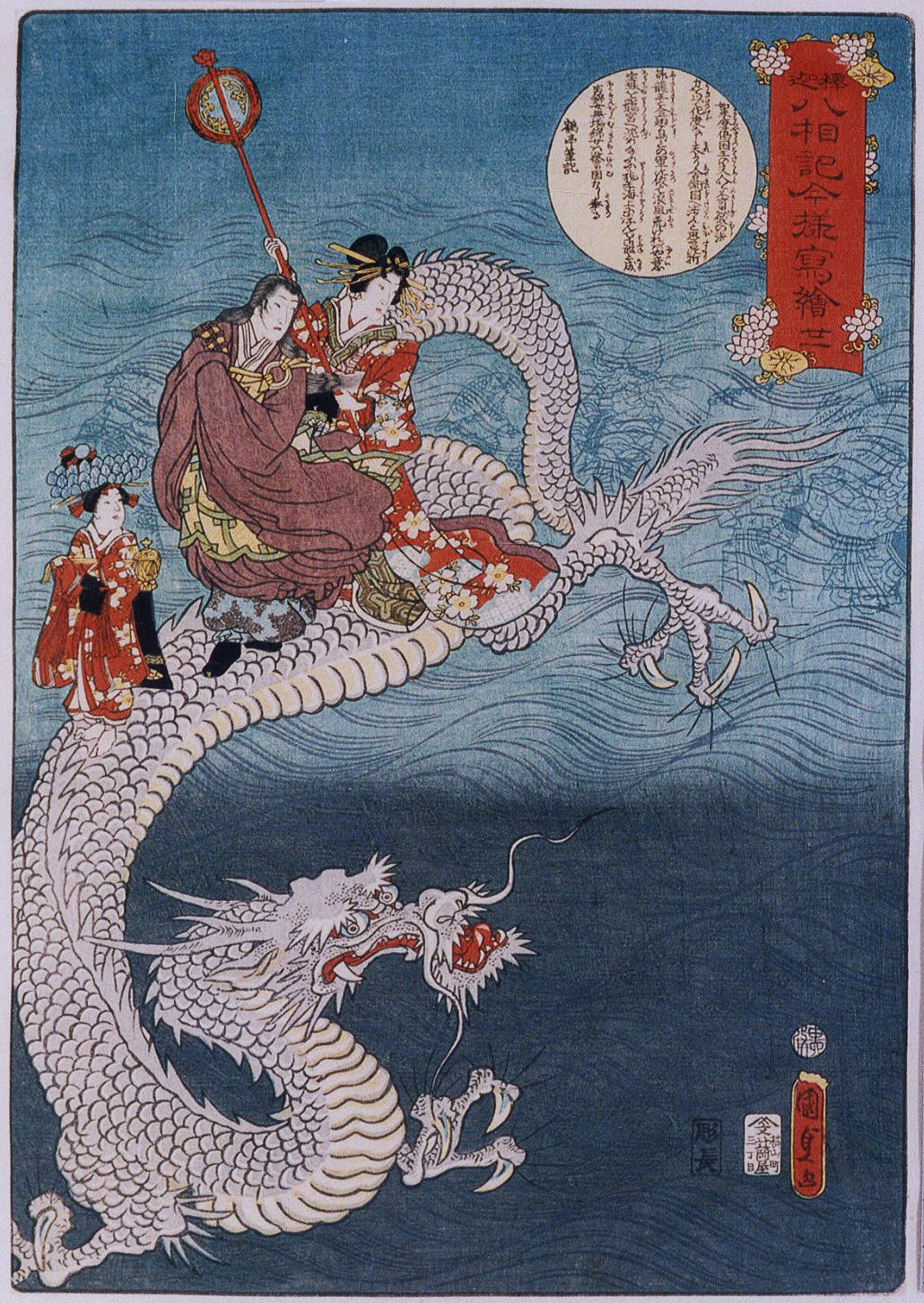
Dragón legendario japonés.

Los dragones japoneses (日本の龍/竜?) o dragón (龍/竜 ryū?) son diversas criaturas legendarias en la mitología y el folclore japoneses. Los mitos sobre dragones japoneses amalgaman leyendas nativas con historias importadas sobre dragones de China, Corea y Vietnam. El estilo del dragón fue fuertemente influido por el dragón chino. Al igual que estos otros dragones del este de Asia, la mayoría de los japoneses son deidades de agua asociadas con la lluvia y los cuerpos de agua, y generalmente se representan como criaturas serpentinas grandes, sin alas, con patas con garras. El idioma japonés moderno tiene numerosas palabras de "dragón", que incluyen Tatsu indígena del ta-tu japonés antiguo, ryū sino-japonés o ryō 竜 del chino lóng 龍, nāga ナーガ del sánscrito nāga y doragon ドラゴン del inglés "dragon" (este último siendo utilizado casi exclusivamente para referirse al dragón europeo y las criaturas ficticias derivadas).

## Dragones japoneses indígenas

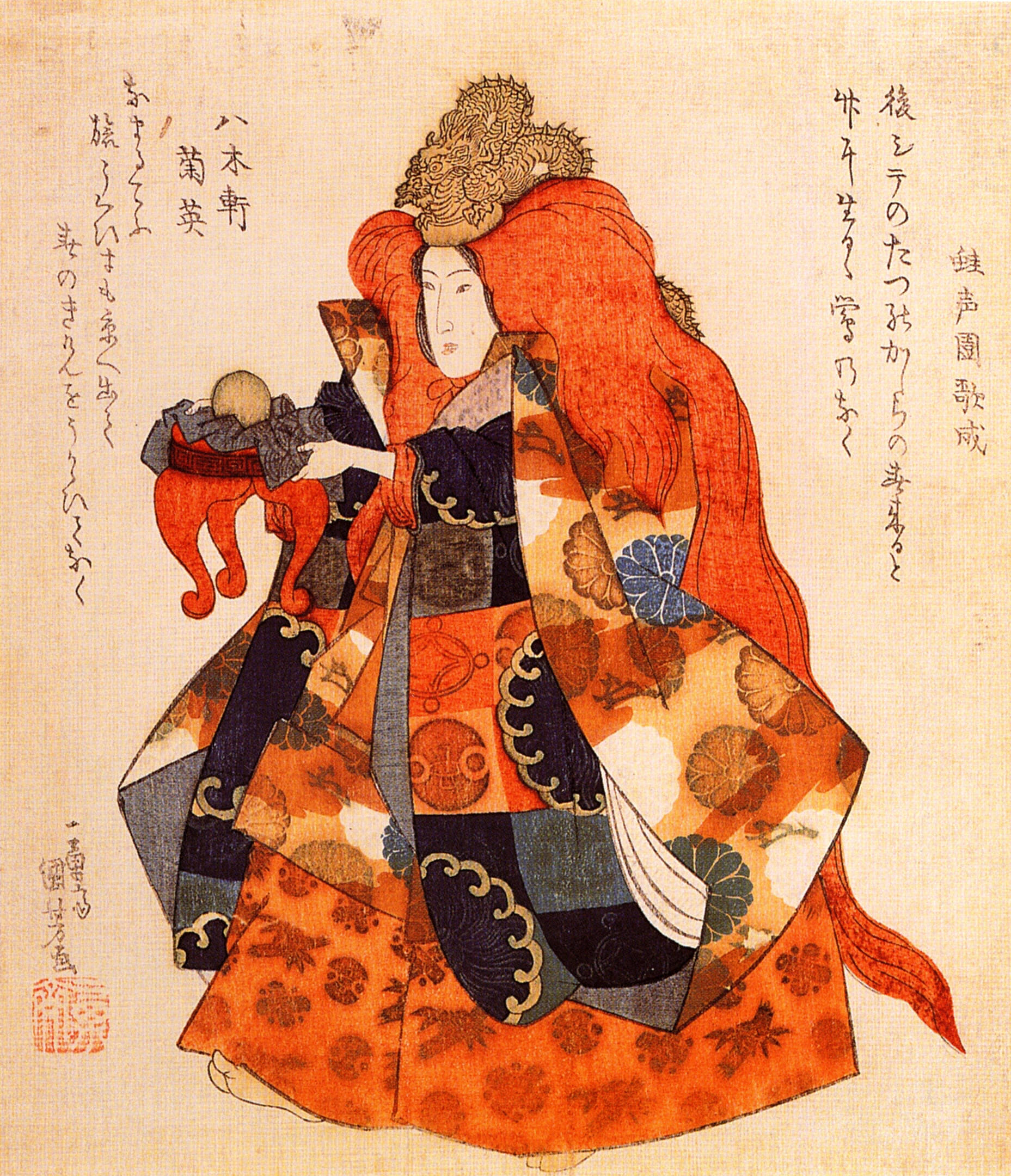
La hija del Rey Dragón, cuyo padre, el Rey Dragón, vive en el fondo del mar. Por Utagawa Kuniyoshi

La C. 680 AD Kojiki y el c. 720 DC Las historias míticas de Nihongi tienen las primeras referencias textuales japonesas a dragones. "En los canales más antiguos, los dragones se mencionan de varias maneras", explica De Visser, "pero principalmente como dioses del agua, en forma de serpiente o dragón". Los Kojiki y Nihongi mencionan varios dragones antiguos:
- Yamata-no-Orochi 八岐大蛇 "Serpiente gigante de 8 ramas" fue un dragón de 8 cabezas y 8 colas asesinado por el dios del viento y el mar Susanoo, quien descubrió la Kusanagi-no-Tsurugi (legendaria espada de la Regalia Imperial de Japón) en una de sus colas.

- Watatsumi 海神 "dios del mar" o Ryūjin 龍神 "Dios Dragon" era el gobernante de mares y océanos, y se lo describe como un dragón capaz de cambiar a forma humana. Vivía en el submarino Ryūgū-jō 龍宮 城 "castillo del palacio del dragón", donde guardaba las joyas de la marea mágica.

- Toyotama-hime 豊玉姫 "Princesa perla luminosa" era la hija de Ryūjin. Supuestamente era una ancestra del emperador Jimmu, el legendario primer emperador de Japón.

- Wani 鰐 era un monstruo marino que se traduce como "tiburón" y "cocodrilo". Kuma-wani 熊鰐 "oso (es decir, gigante o fuerte) tiburón/cocodrilo" se mencionan en dos leyendas antiguas. Uno dice que el dios del mar Kotoshiro-nushi-no-kami se transformó en un "kuma-wani de 8 brazas" y engendró a Toyotama-hime, el otro dice que un kuma-wani pilotó las naves del emperador Chūai y su emperatriz Jingū.

- Mizuchi 蛟 o 虯 era un dragón del río y una deidad del agua. El Nihongi registra al legendario Emperador Nintoku ofreciendo sacrificios humanos a los mizuchi enojados por sus proyectos de ingeniería fluvial.

Los mitos sobre el emperador Jimmu que desciende de Toyatama-hime evidencian el folklore de que los emperadores japoneses descienden de los dragones. Compare la antigua tradición china de los dragones que simbolizan al Emperador de China.
Los dragones en el folklore japonés posterior fueron influidos por mitos chinos e indios.
- Kiyohime 清姫 "Princesa de la pureza" era una mesera de la casa de té que se enamoró de un joven sacerdote budista. Después de que él la rechazó, ella estudió magia, se transformó en un dragón y lo mató.

- Nure-onna 濡女 "Mujer mojada" era un dragón con cabeza de mujer y cuerpo de serpiente. Por lo general, se la veía mientras se lavaba el cabello en la orilla del río y a veces mataba a los humanos cuando estaba enojada.

- Zennyo Ryūō 善如龍王 "rey dragón como la bondad" era un dios de la lluvia representado como un dragón con una serpiente en la cabeza o como un humano con cola de serpiente.

- En el cuento de hadas "Mi Señor Bolsa de Arroz", el "rey dragón" de Ryūō del Lago Biwa le pide al héroe Tawara Tōda 田原藤太 que mate a un ciempiés gigante.

- Urashima Tarō rescató una tortuga que lo llevó a Ryūgū-jō y se convirtió en la atractiva hija del dios del océano Ryūjin.

- Inari, el dios de la fertilidad y la agricultura, a veces se representaba como un dragón o una serpiente en lugar de un zorro.

## Dragones chino-japoneses
La mitología del dragón chino es fundamental para los dragones japoneses. Las palabras japonesas para "dragón" se escriben con kanji ("caracteres chinos"), ya sea shinjitai 竜 simplificado o kyūjitai 龍 del chino largo 龍. Estos kanji se pueden leer tatsu en kun'yomi japonés nativo y ryū o ryō en on'yomi chino-japonés.
Muchos nombres de dragones japoneses son préstamos de chinos. Por ejemplo, las contrapartes japonesas de los Cuatro Símbolos astrológicos son:
- Seiryū < Qinglong 青龍 "Seiryū"

- Suzaku < Zhuque 朱雀 "Suzaku"

- Byakko < Baihu 白虎 "Byakko"

- Genbu < Xuanwu 玄武 "Genbu"

Los japoneses Shiryū 四竜 "4 dragones [reyes]" son los legendarios chinos Longwang 龍王 "Reyes Dragones" que gobiernan los cuatro mares.
- Gōkō < Aoguang 敖廣 "Rey Dragón del Mar del Este"

- Gōkin < Aoqin 敖欽 "Rey Dragón del Mar del Sur"

- Gōjun < Aorun 敖閏 "Rey Dragón del Mar del Oeste"

- Gōjun < Aoshun 敖順 "Rey Dragón del Mar del Norte"

Algunos autores diferencian los ryū japoneses y los dragones largos chinos por la cantidad de garras en sus pies. "En Japón", escribe Gould (1896: 248), "se cree invariablemente que posee tres garras, mientras que en China tiene cuatro o cinco, ya que es un emblema ordinario o imperial".
Durante la Segunda Guerra Mundial, el ejército japonés nombró muchos armamentos en honor a los dragones chinos. El Kōryū 蛟 竜 <jiaolong 蛟龍 "dragón de inundación" era un submarino enano y el Shinryū 神 竜 < shenlong 神龍 "dragón espiritual" era un avión cohete kamikaze. Una división del Ejército Imperial Japonés, la 56a División, recibió el nombre en código de la División Dragón. Casualmente, la División Dragón fue aniquilada en la ciudad china de Longling (龍陵), cuyo nombre significa "Tumba del Dragón".

## Dragones indo-japoneses
Cuando los monjes budistas de otras partes de Asia llevaron su fe a Japón, transmitieron leyendas de dragones y serpientes de la mitología budista e hindú. Los ejemplos más notables son el nāga ナーガ o 龍 "Nāga; deidad de la lluvia; protector del budismo" y el nāgarāja ナーガラージャ o 龍王 ”Nāgaraja; rey serpiente; el rey dragón". de Visser (1913: 179) señala que muchas leyendas nāga japonesas tienen características chinas". Esto está bastante claro, ya que fue a través de China que todos los cuentos indios llegaron a Japón. Además, muchos dragones originalmente japoneses, a los que se aplicaron leyendas chinas, se identificaron luego con nāga, por lo que el resultado fue una combinación de ideas. "Por ejemplo, el palacio submarino donde supuestamente viven los reyes nāga se llama palacio de dragón japonés ryūgū 龍宮" "del longgong chino 龍宮. Compare ryūgū-jō 龍宮城 "castillo del palacio del dragón", que era la residencia submarina del dios del mar Ryūjin. Las leyendas japonesas sobre las joyas de las mareas del dios del mar, que controlaban el flujo y reflujo de las mareas, tienen paralelos en Leyendas indias sobre el nyoi-ju 如意珠 "cintamani del nāga; joyas que cumplen los deseos".
Algunos ejemplos adicionales de dragones budistas japoneses son:
- Hachidai ryūō 八大龍王 "8 grandes reyes naga" reunidos para escuchar al Buda exponer sobre el Sutra del loto, y son un motivo artístico común.

- Mucharinda ムチャリンダ "Muchilinda" fue el rey Nāga que protegió al Buda cuando logró el bodhi, y es frecuentemente representado como una cobra gigante.

- Benzaiten 弁才天 es el nombre japonés de la diosa Sarasvati, que mató a una serpiente o dragón Vritrá de 3 cabezas en el Rigveda. Según el Enoshima Engi, Benzaiten creó la Isla Enoshima en 552 CE para frustrar a un dragón de 5 cabezas que había estado acosando a la gente.

- Kuzuryū 九頭龍 "Dragón de 9 cabezas", derivado del rey Naga de múltiples cabezas シェーシャ o 舍沙 "Shesha", es adorado en el Santuario Togakushi en la Prefectura de Nagano.

## Templos del dragón
La tradición del dragón se asocia tradicionalmente con los templos budistas. Los mitos sobre los dragones que viven en estanques y lagos cerca de templos están muy extendidos. De Visser enumera las cuentas de Shitennō-ji en Osaka, el Templo Gogen en Hakone, Kanagawa y el santuario en el Monte Haku, donde el Genpei Jōsuiki registra que un sacerdote Zen vio a un dragón de 9 cabezas transformarse en la diosa Kannon. En la actualidad, el Santuario del Dragón del Lago Saiko en Fujiyoshida, Yamanashi, tiene un festival anual y un espectáculo de fuegos artificiales.
Los nombres de los templos, como los topónimos japoneses, con frecuencia involucran dragones. Por ejemplo, la secta Rinzai tiene Tenryū-ji 天龍寺 "Templo del Dragón Celestial", Ryūtaku-ji 龍沢寺 "Templo del Pantano del Dragón", Ryōan-ji 竜安寺 "Templo de la Paz del Dragón". Según la leyenda, [3] cuando el templo budista Hōkō-ji 法興寺 o Asuka-dera 飛鳥 El templo budista se dedicó en Nara en 596, "una nube púrpura descendió del cielo y cubrió la pagoda y la sala del Buda; luego la nube se volvió de cinco colores y asumió la forma de un dragón o un fénix".
La "Danza del dragón dorado" Kinryū-no-Mai es una danza anual japonesa del dragón que se realiza en Sensō-ji, un templo budista en Asakusa. Los bailarines del dragón giran y giran dentro de los terrenos del templo y afuera en las calles. Según la leyenda, el Templo Sensō fue fundado en 628 después de que dos pescadores encontraron una estatuilla de oro de Kannon en el río Sumida, momento en el que supuestamente los dragones dorados ascendieron al cielo. La Danza del Dragón Dorado fue producida para celebrar la reconstrucción de la Sala Principal del templo en 1958 y se realiza dos veces al año.

## Imágenes

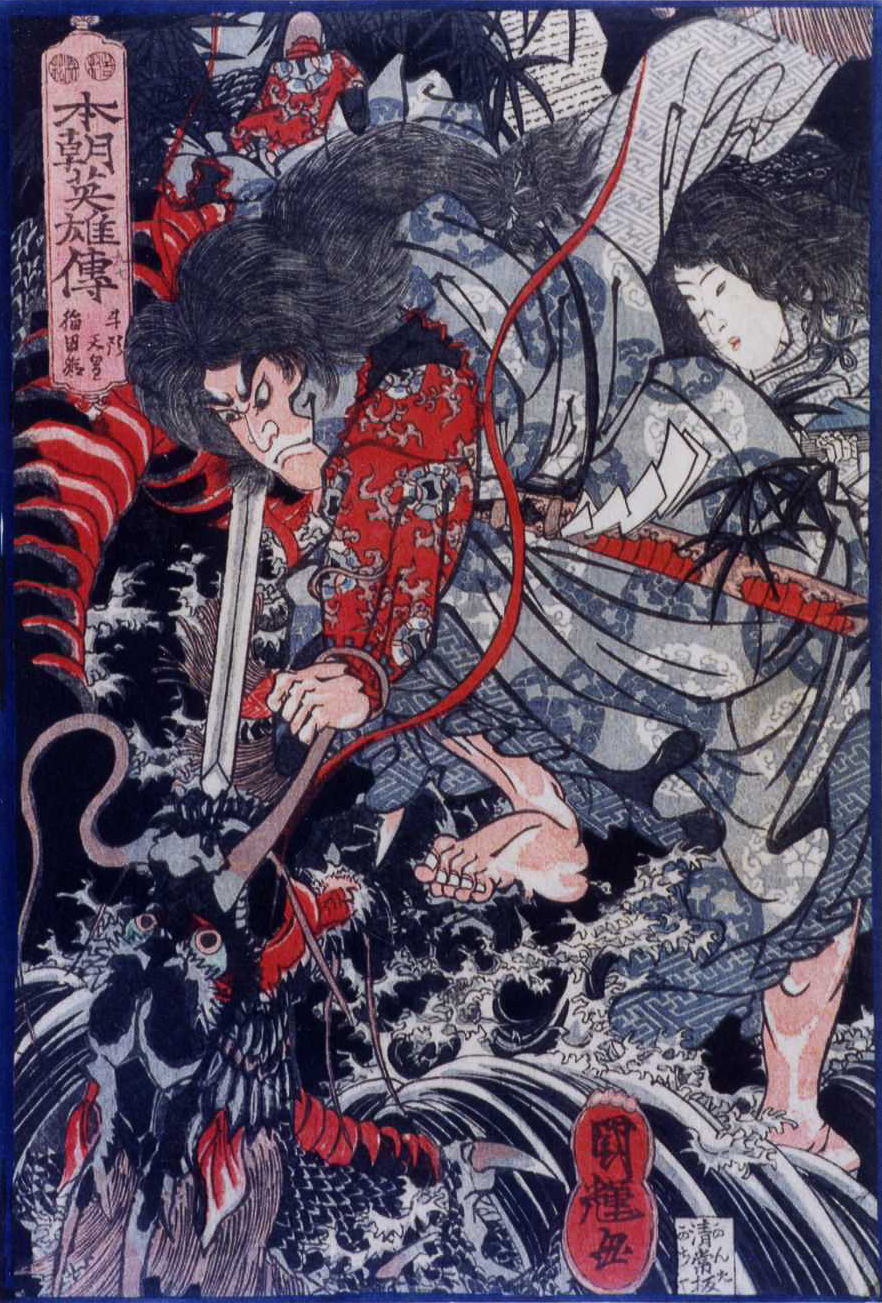
Susanoo matando a Yamata-no-Orochi, por Kuniteru
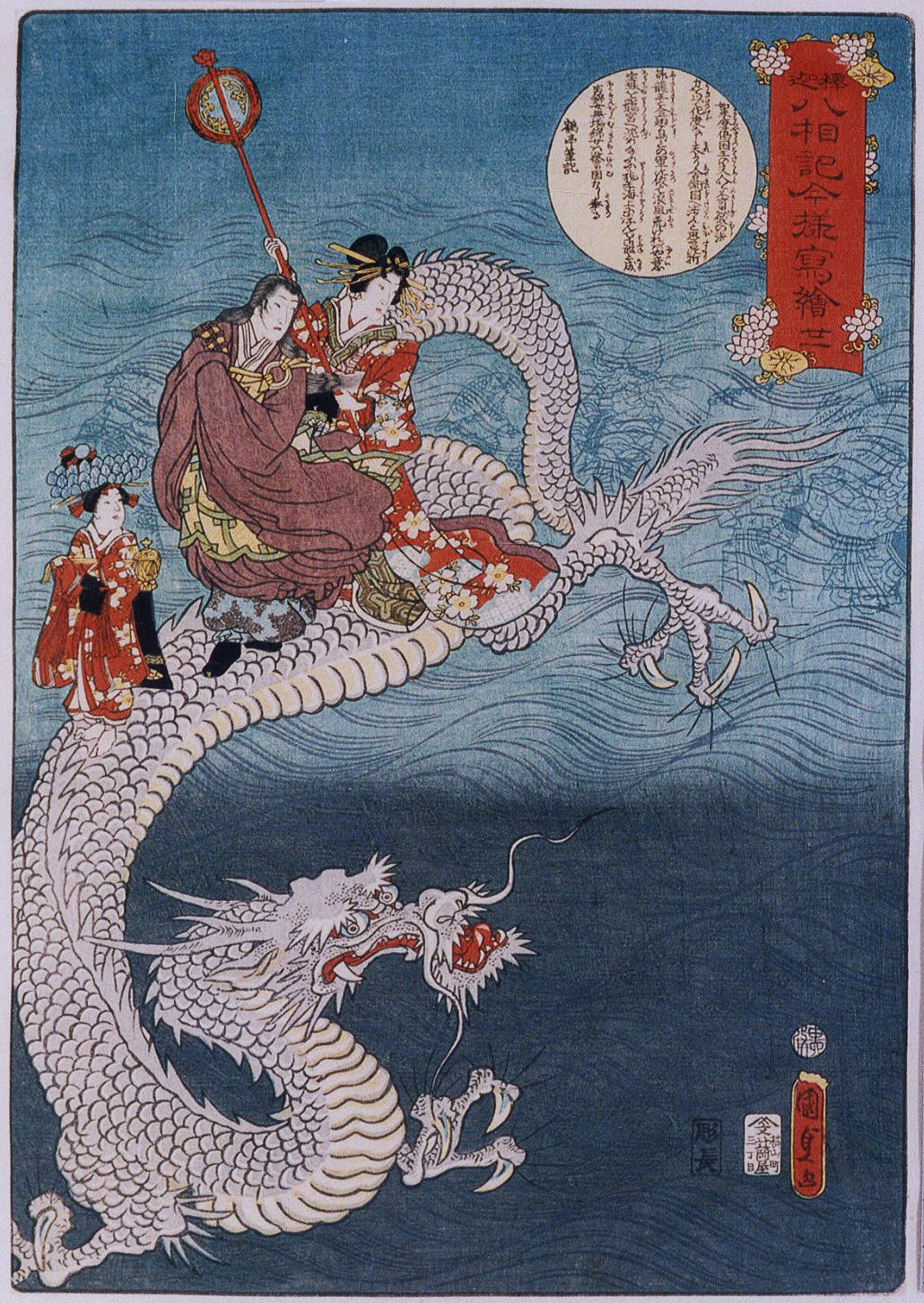
El Buda montado en un dragón marino, de Kunisada.
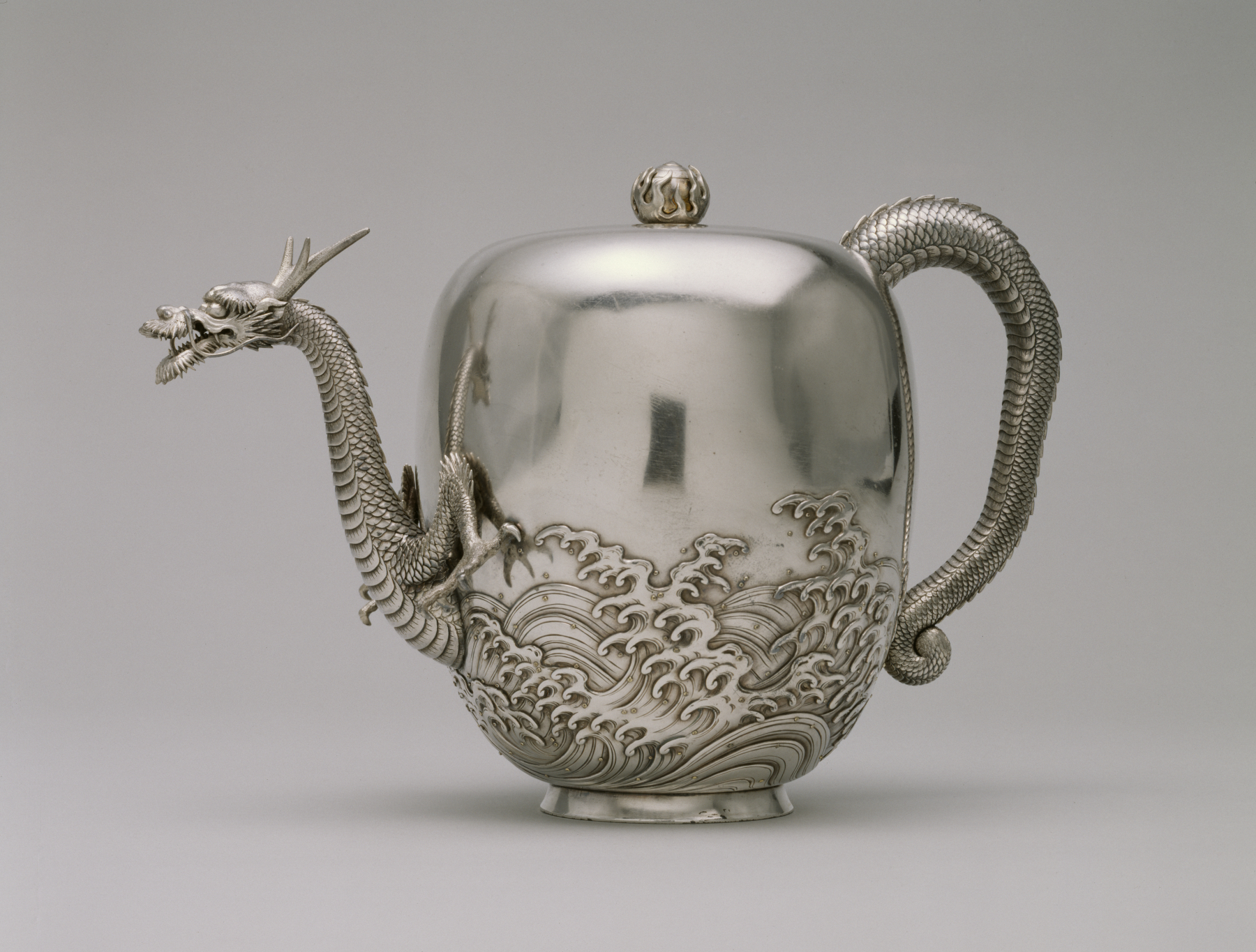
Tetera Dragon, Museo de Arte Walters

## Santuarios de dragones

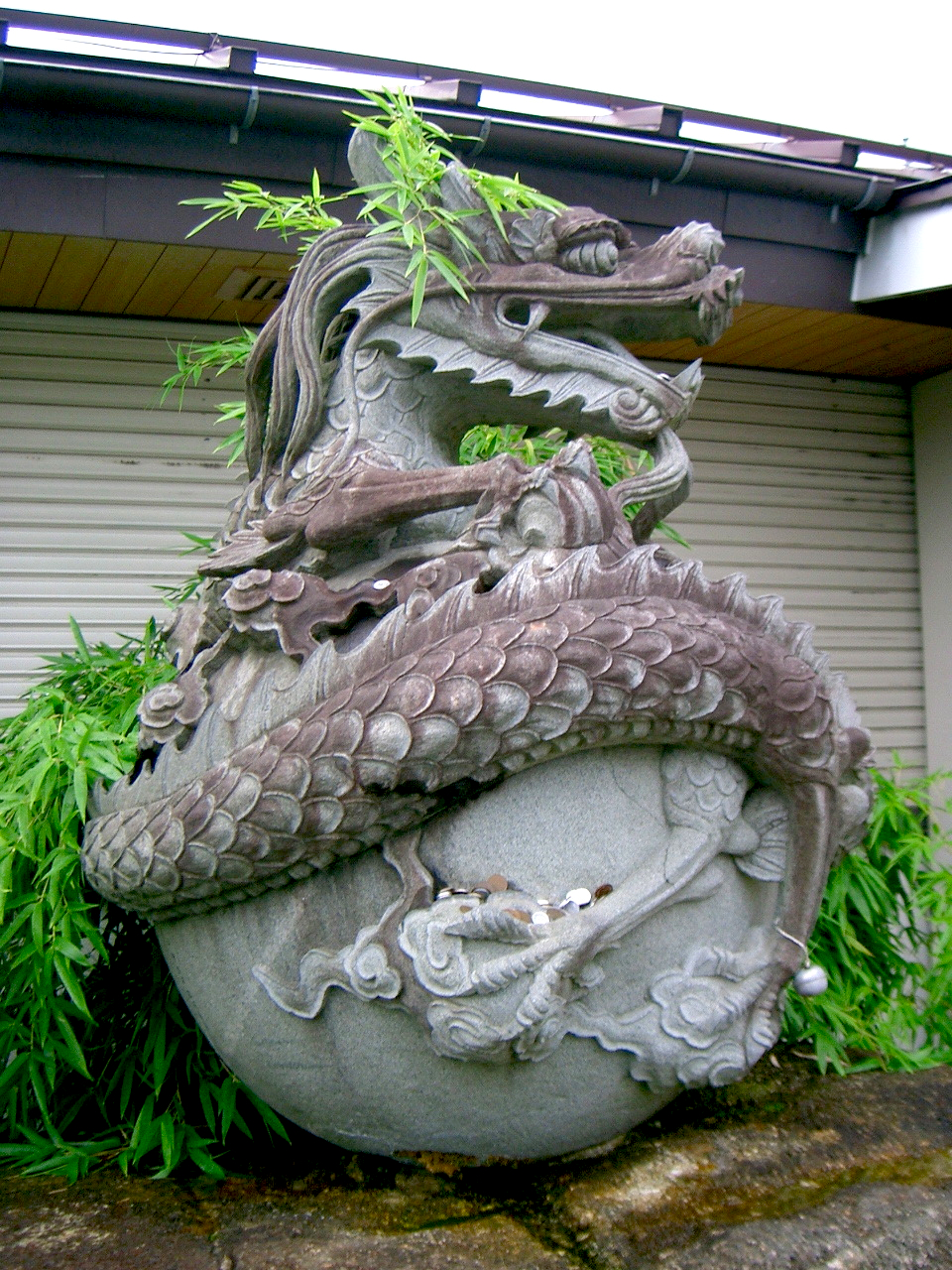
Santuario del Dragón Japonés en Fujiyoshida.

Los dragones japoneses están asociados con santuarios sintoístas y templos budistas.
Se cree que el Santuario Itsukushima en Miyajima o la isla de Itsukushima en el Mar Interior de Japón es la morada de la hija del dios del mar Ryūjin. Según el Gukanshō y El Cuento de Heike (Heinrich 1997: 74-75), el dragón marino autorizó al Emperador Antoku a ascender al trono porque su padre Taira no Kiyomori ofreció oraciones en Itsukushima y lo declaró su santuario ancestral. Cuando Antoku se ahogó después de ser derrotado en la Batalla de Dan-no-ura de 1185, perdió la espada imperial Kusanagi (que legendariamente vino de la cola del dragón Yamata no Orochi) de vuelta al mar. En otra versión, los buzos encontraron la espada, y se dice que se conserva en el Santuario de Atsuta. El gran terremoto de 1185 se atribuyó a los espíritus vengativos de Heike, específicamente a los poderes de dragón de Antoku.
Ryūjin shinkō 竜神信仰 "la fe del dios dragón" es una forma de creencia religiosa sintoísta que adora a los dragones como Kami de agua. Está conectado con rituales agrícolas, oraciones de lluvia y el éxito de los pescadores.

## En la cultura popular
La cultura popular japonesa moderna se refiere a menudo a los dragones, atribuyendo a ellos poderes mágicos tales como curar, volar o asumir la forma humana a voluntad.
- En el manga y anime Saint Seiya, Shiryū es el Caballero o Santo de bronce del Dragón.
- En Kannazuki no Miko, los Enemigos de las Sacerdotisas Chikane y Himeko
- En Dragon Ball, la trama inicial se basa en la búsqueda de unas esferas mágicas llamadas Dragon Balls (creadas por Kamisama en evocación inconsciente a las Dragon Balls de su planeta natal, Namek) que al reunirlas posibilitan invocar al dios dragón Shenlong, el cual concede un deseo (con el avance de la historia los deseos que concede pasan a ser tres).
- En la saga de anime Digimon, se ven a lo largo de las temporadas digimon con forma de dragón, incluso se les especifica a la mayoría con el sufijo "dramon", indicando su tipo.
- En Mega Man 2 (ROCKMAN 2), en el Dr. Wily Castle Stage 1, el jefe del escenario es un Robot-Dragón, llamado Mecha Dragon. También aparece un Robot-Dragón en el videojuego Mega Man 9 (ROCKMAN 9) en el escenario de Magma Man como mini-boss.
- En el videojuego Sonic Adventure, el "Dios de la Destrucción",o Perfect Chaos alcanza su forma perfecta al obtener las 7 Esmeraldas, y esa forma perfecta es la de un Dragón de Agua similar al de la mitología Maya. En la secuela de éste juego, Sonic Adventure 2, el enemigo final es el Biolizard, otro reptil gigante, pero biónico.
- En la serie de Pokémon, los dragones (tales como Dragonite, Salamence, Dialga, Palkia, Zekrom y Reshiram) son diversos tipos de dragón, además Zekrom y Reshiram representan el Yin y el Yang respectivamente.
- En El viaje de Chihiro, uno de los personajes es un dragón blanco de un río.
- En La leyenda del dragón milenario, Yamata-no-Orochi es uno de los personajes principales.
- En la serie Dragon Quest, hay muchos dragones que van desde dragones europeos hasta dragones asiáticos.
- En la serie Final Fantasy, los jugadores pueden invocar muchos dragones tales como Tiamant, Leviatán y Bahamut. Esté último también desempeña un papel en la historia.

- En Inuyasha, un particular demonio/youkai de gran poder, Ryuukossei es un dragón.
- En el juego de peleas de la empresa CAPCOM Street Fighter, uno de los personajes principales se llama Ryu.
- En Shaman King, a un personaje de extravagante cabello le apodan Ryu (su nombre completo es Ryunosuke). Además de eso, una de sus posesiones toma la forma de un dragón blanco de ocho cabezas.
- En Yu Yu Hakusho, uno de los enemigos se llama Seiryu. También, una de las técnicas de Hiei toma forma de un dragón de fuego negro.
- En la película de Full Metal Alchemist, Envy toma forma de un dragón en el mundo que se encontraba del otro lado de la puerta, pero en ese mundo le llaman como "La gran serpiente".
- En Naruto, existe un personaje que se llama Orochimaru, procedente de "La Leyenda de Orochi".
- En el manga y serie de anime Bleach la liberación de la zanpakutō del capitán del 10.º escuadrón Tōshirō Hitsugaya toma la forma de un gran dragón de hielo; también el capitán comandante en su liberación de espada que se llama ryujin jakka.
- Diversos portaaviones de la Armada Imperial Japonesa recibieron nombres de dragones, cómo por ejemplo el Hiryu, el Soryu o el Ryujo. Mucho después, el nombre Soryu se ha utilizado para designar una clase de submarinos de la Fuerza Marítima de Autodefensa de Japón.De hecho, Neon Génesis Evangelion toma uno de los nombres de dicho portaaviones para uno de los apellidos de una de las pilotos de los eva's: Asuka Langley Soryu.
- En la saga de Godzilla hace aparición un dragón de 3 cabezas llamado King Ghidorah un ser espacial capaz de lanzar rayos de gravedad y responsable de causar la extinción de varias civilizaciones alienígenas, y llegó a la tierra para causar terror y destrucción.
- En el juego de cartas Yu-gi-oh!, un tipo de monstruo son los dragones.
- En Zero no Tsukaima salen muchos dragones invocados como familiares de los nobles, que serán sus familiares para siempre.
- En el manga y anime Fairy Tail, el personaje principal Natsu Dragneel es un Dragon Slayer de Fuego (Asesino de Dragones de Fuego), criado por el Rey Dragon de Fuego, Igneel. Como él, también aparecen Gajeel Redfox y Wendy Marvel, Dragon Slayer del Hierro y del Cielo respectivamente.
- En la serie de manga "One Piece", una serie de especies de Dragones han aparecido, un Dragón en el one-shot "MONSTERS", otros dragones (europeos) en el arco argumental de "Punk Hazard", y las transformaciones de Momonosuke y Kaidō en dragones orientales gracias a sus frutas del diablo (la forma de dragón de Kaidō es la de un Seiryū). Mas otras especies son relleno del anime y, por tanto, no son canon.
- En la saga de videojuegos Breath of Fire, el personaje principal tiene la habilidad de transformarse en uno o varios dragones.
- En el videojuego The Elder Scrolls V: Skyrim, el protagonista debe detener a Alduin El Devorador de Mundos, el cual es el primogénito de Akatosh el Dios Dragón del Tiempo y Líder de los Nueve Divinos
- En el videojuego The Legend Of Zelda Ocarina Of Time aparece un dragón de fuego llamado Volvagia al que Link debe vencer.
- en el anime y manga Yuragisō no Yūna-san el personaje antagonista, Genshiro Ryuuga, es un Dios Dragón, más concretamente el Dios Dragón Negro (También llamado Dios Dragón de la oscuridad, Oscuro o Azabache) cuenta con poderes relacionados con el agua, tales como secar el agua de su cuerpo a voluntad, controlar el agua, y después de su entrenamiento en la cueva del super dragón, adquiere la capacidad de convertir su cuerpo en agua y gas, así como convertir su cuerpo en espadas o garras de agua. Su hermana Mayor Oboro Shintou, que al principio resulta ser un antagonista pero luego pasa a formar parte del harem del protagonista, también es descendiente del anterior Dios Dragón Negro, pero ella no heredó los poderes de un Dios Dragón, por lo que ella pasó a ser el asistente de su hermano menor, sin embargo al igual que su hermano, ella puede convertir partes de su cuerpo en espadas u otros instrumentos de corte, así como contar con una técnica de teletransporte y una increíble velocidad.